# Bīvarān
Bīvarān (persiska: بيوران, بَيُّرَن) är en ort i Iran.   Den ligger i provinsen Markazi, i den nordvästra delen av landet, 150 km väster om huvudstaden Teheran. Bīvarān ligger 1 818 meter över havet och antalet invånare är 309.
Terrängen runt Bīvarān är kuperad, och sluttar söderut. Runt Bīvarān är det ganska glesbefolkat, med 27 invånare per kvadratkilometer. Närmaste större samhälle är Gharqābād, 10,3 km sydväst om Bīvarān. Trakten runt Bīvarān består i huvudsak av gräsmarker.